# Proletariátus

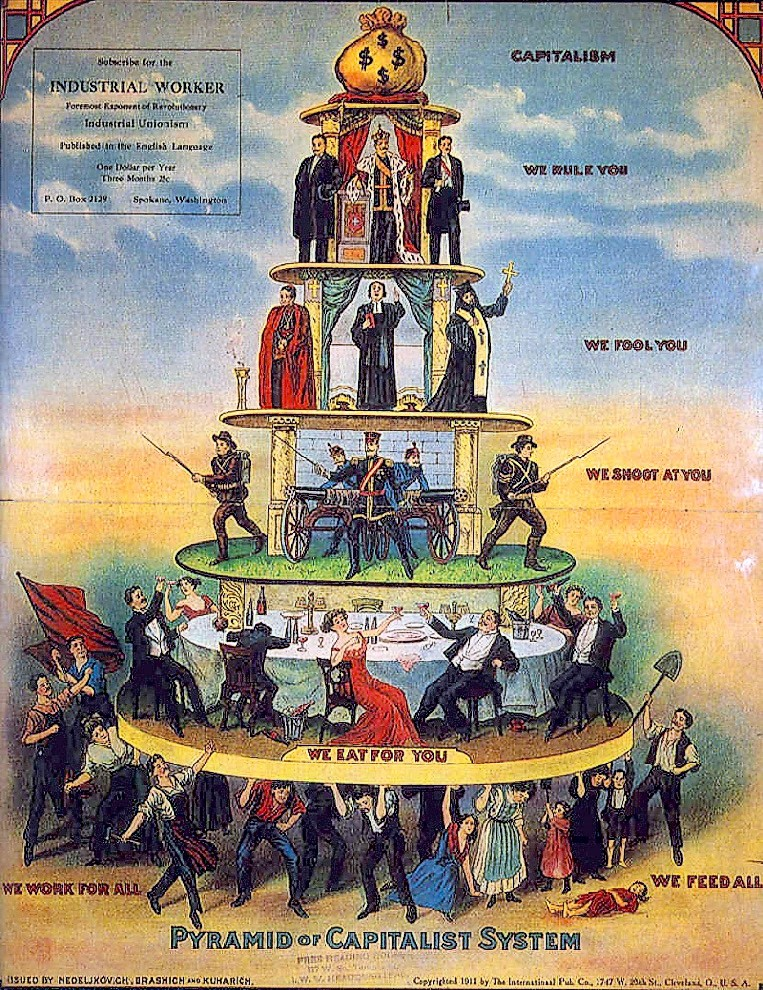
„A kapitalizmus piramisa” Legalul a városi ipari proletárok (munkások) és a vidéki agrárproletárok. ("Mi dolgozunk mindenkiért, és mi etetünk mindenkit") Felettük a polgári középosztály, vállalkozók és az értelmiség, akik csak „fogyasztanak”, felette a hadsereg és annak tisztjei, „akik lőnek ránk”, felette az egyházak akik „megtévesztenek”, felettük a nagytőkés bankár alakja, a másik oldalon az arisztokrácia alakja, középen az uralkodó, felettük pedig egy pénzeszsák reprezentálja a tőkét, ami a rendszert működteti

A proletariátus (a latin proletares, am. „vagyontalan polgár” szóból) a kapitalizmus egyik alapvető társadalmi osztálya. Tagjai a proletárok, vagy rövid, gyakran dehonesztáló megnevezéssel „prolik”. Eredeti meghatározás szerint a proletárok azok az emberek, akik nem rendelkeznek termelési eszközzel, így munkaerejük eladásából, bérmunkából élnek. A bérmunkásként végzett fizikai, azaz kétkezi munka ezen osztály egyik elsőrendű megkülönböztető jegye. Kezdetben lekicsinylő felhanggal társult, később Karl Marx a munkásosztály szociológiai meghatározására alkalmazta.

## A latin elnevezés ókori eredete
Proletár (proletarii) a legalsó szabad társadalmi osztály az ókori Rómában, amely nevét a proles (utód) szótól vette, mivel a proletárok csakis gyermekeik számával és szavazatukkal lehettek az állam hasznára. A Servius Tullius-féle cenzus szerint azok voltak a proletárok (ritkábban accensi velati), akik az általa megállapított öt osztály egyikébe sem tartoztak, de legalább 1500 ast birtokoltak, míg azok, akik még ennyivel sem rendelkeztek, voltak a capite censi. A Kr. e. 201-ben lezajlott második pun háborút követően a Jugurtha elleni háború, valamint a különböző macedóniai és ázsiai konfliktusokat Róma ugyan megnyerte, azonban a római győzelmeknek nagyon magas ára volt: az elhúzódó harcok jelentősen megtizedelték a római kisparasztok létszámát, így a köztársaság hadserege egyre inkább hiányt szenvedett a tradicionálisan latin kisparaszti rétegekből toborzott közlegényekből. Caius Marius megoldást talált a városi nincstelen rétegek növekvő létszámából adódó korabeli társadalmi és megélhetési problémákra, valamint a hadsereg toborzási problémáiból adódó létszámhiányra: Marius hadseregreformjai után a fogyatkozó földbirtokos kisparaszti rétegek helyett a proletárokból toborozták a római légiók legénységének zömét. A reformokkal gyorsan orvosolhatóvá vált a terjeszkedő birodalom hadseregének létszámhiánya, és egyúttal a városi szegény rétegek jövedelemhez, megélhetéshez juttatása.

## Modern értelmezése

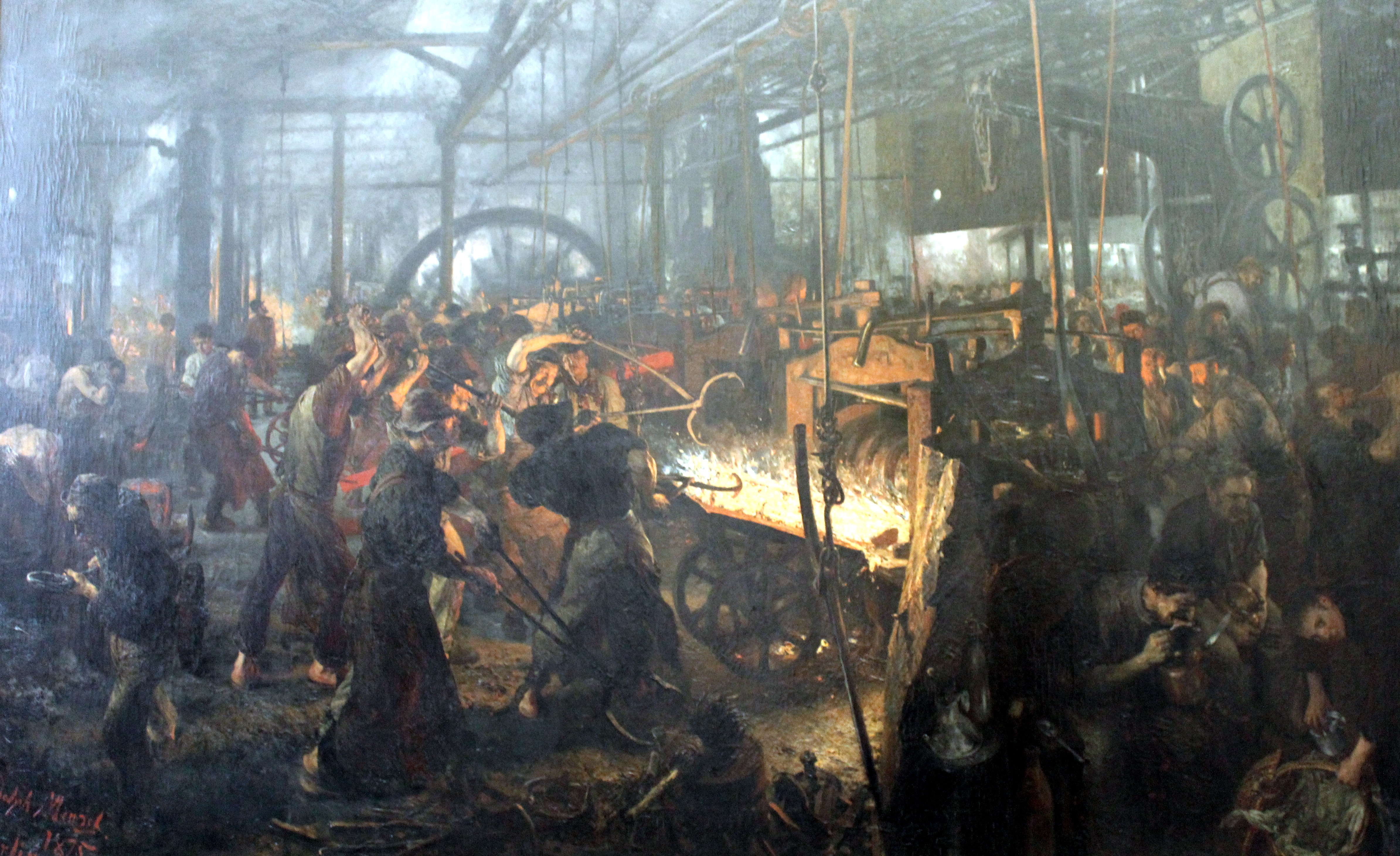
Adolph Menzel: Vashengermű

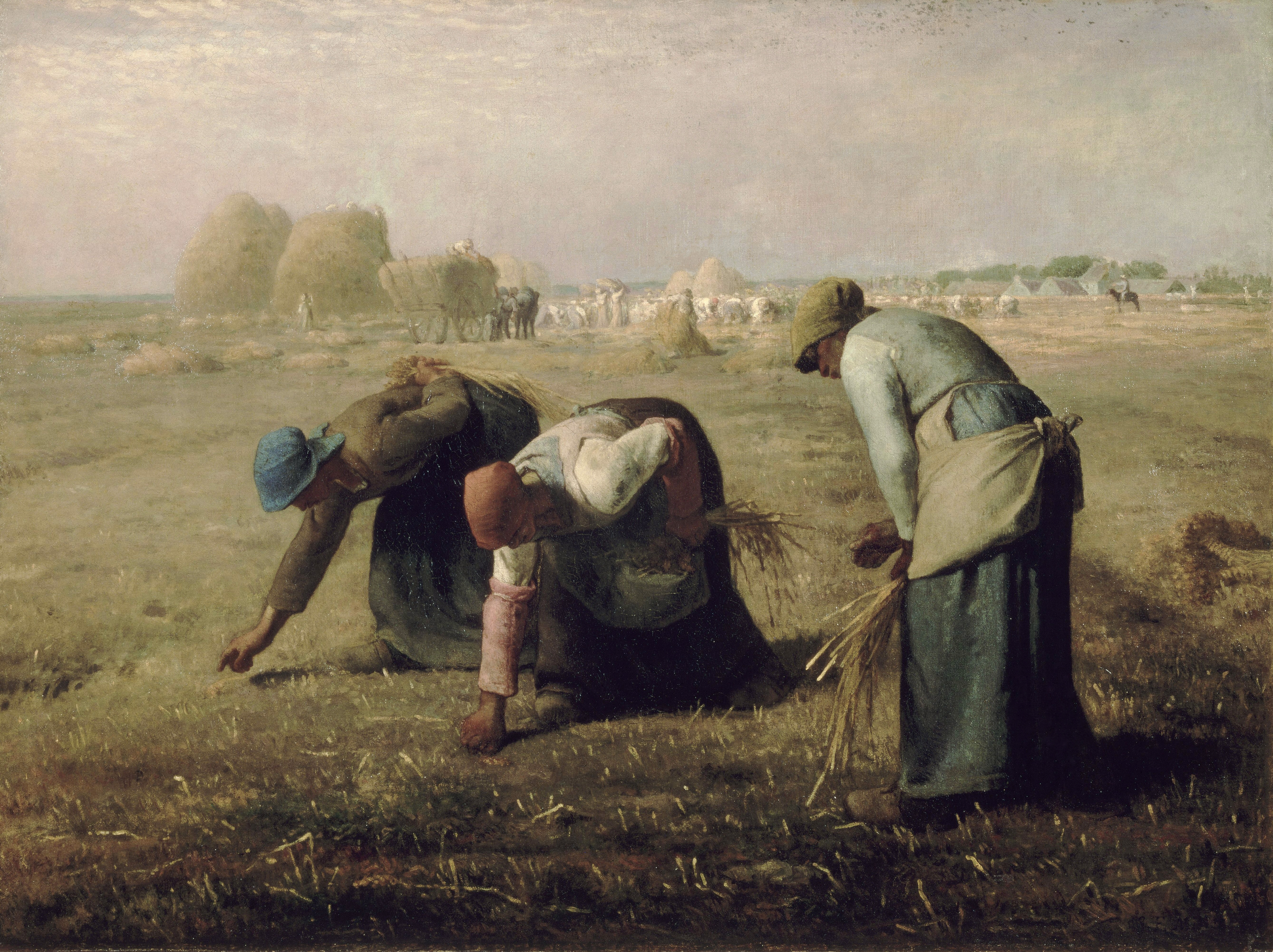
Jean-François Millet: Kalászszedők

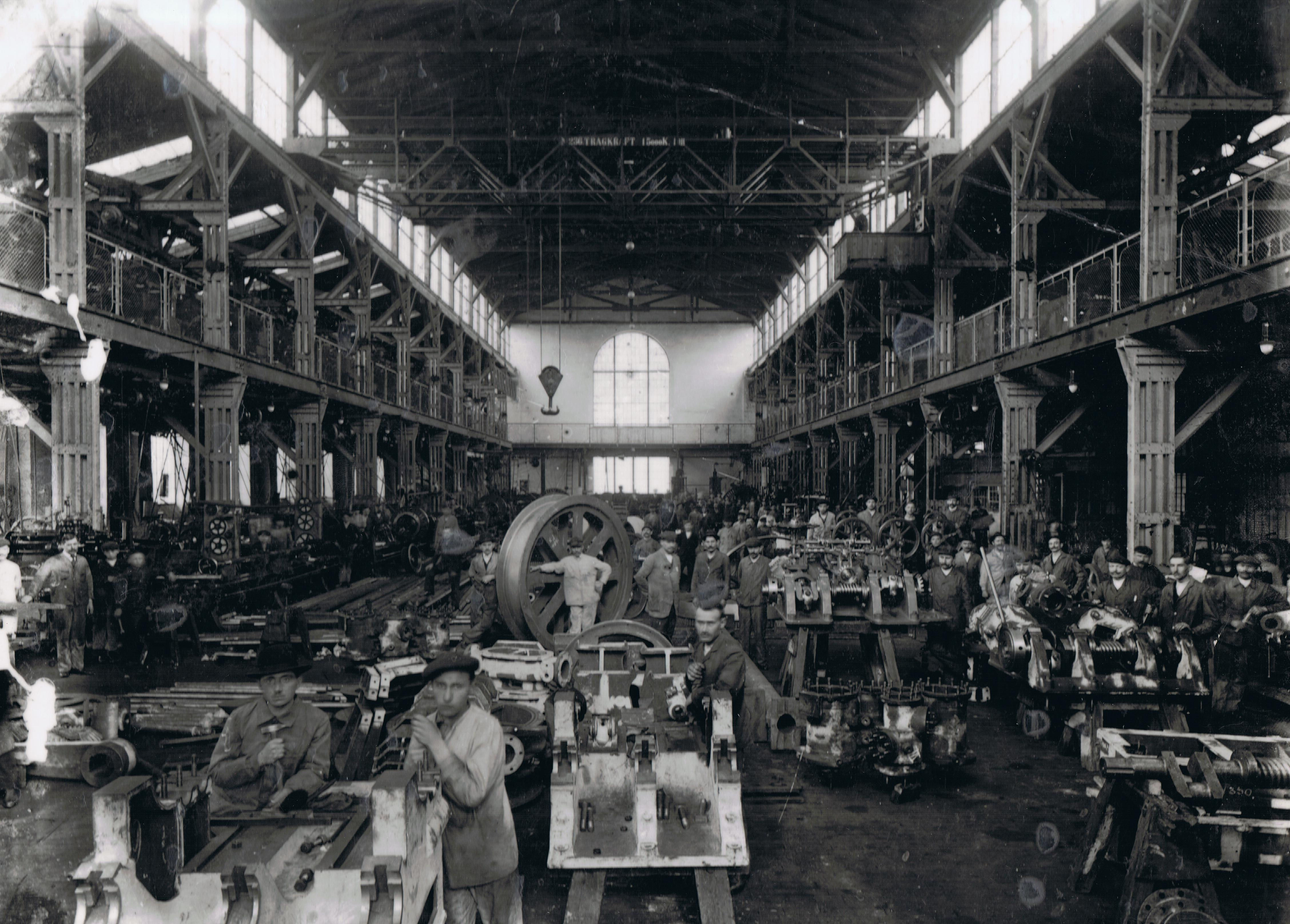
Munkások a Láng Gépgyárban (1910)

A 19. század elején – jóval Karl Marx születése előtt – társadalomtudományokkal foglalkozó nyugat-európai értelmiségiek hasonlóságokat fedeztek fel a római kori szegény alsóbb néprétegek és a kapitalizmus hőskorában kialakuló és gyorsan felduzzadó ipari munkásosztály társadalmi helyzete között. A fogalom újrafelhasználásának egyik legkiemelkedőbb alakja Hughes Felicité Robert de Lamennais francia katolikus teológus és filozófus volt, aki 1807-ben írt művében (angolra 1840-ben fordították "Modern Slavery" címmel) – rámutatott számos hasonlóságra, ettől kezdve az értelmiség szélesebb köreiben is elterjedt a proletár / proletariátus terminus mint az egyik társadalmi osztály fogalma / kategóriája. Jean Charles Léonard de Sismondi svájci liberális közgazdász és történész is az elsők között volt, aki a proletár terminust használta a bérmunkások megjelölésére. Karl Marx közvetlenül az ő műveinek hatására kezdte használni később munkáiban a proletariátus fogalmat.

A proletariátus túlnyomó többségét kitevő "barna gallérosok" (pl: betanított vagy segédmunkások) a legalacsonyabban kereső rétegek voltak.
Fontos felhívni a figyelmet azonban arra a gyakori sztereotípiára és tévedésre, miszerint a proletárok minden rétege automatikusan szegénynek számított volna. A XX. század közepéig a proletariátus akkoriban még jóval vékonyabb rétegét, a magasabban képzett, szakvizsgával rendelkező un. "kékgallérosokat", tehát a szakmunkásokat és különösen az un. "munkáselit" rétegnek számító érettségizett technikusokat már nem tekinthették szegénynek, mivel gyakran hozzájuk képest még a kispolgári/kisvállalkozói azaz tulajdonosi rétegek egyes tagjai sem számítottak igazán gazdagabbnak. Tehát önmagában a személy keresete legtöbbször nem befolyásolta a proletariátushoz való tartozás tényét, hiszen a városokban a vékonyabb de szakképzettebb rétegei könnyedén megteremthették maguknak a kispolgári életszínvonalat.

### A marxista ideológiában

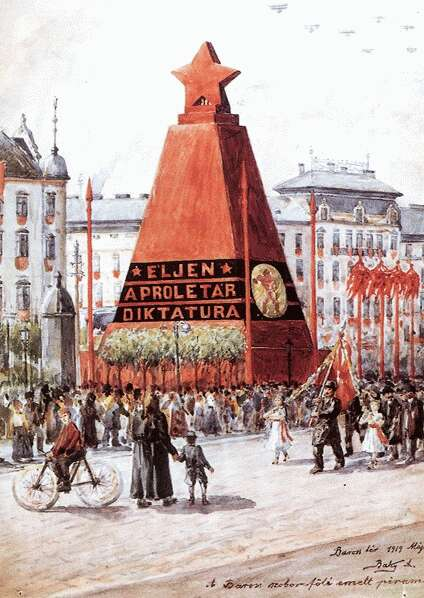
Éljen a proletárdiktatúra (Budapest, 1919. május 1.)

A Karl Marx és Friedrich Engels által írt, és 1848-ban megjelent Kommunista kiáltvány szerint a kapitalista társadalom burzsoáziából és a proletariátusból áll – e kettő küzdelme az úgynevezett osztályharc. A proletárok vagyonnal, termelőeszközzel nem rendelkeznek, munkaerejüket eladják a termelőeszközöket birtokló tőkéseknek, akik a kizsákmányolás révén a munka eredményének nagy részét elsajátítják, a proletároknak pedig csak a létfenntartásukhoz elegendő jövedelmet nyújtanak. Marx a proletárokat sújtó gazdasági és diszkriminatív társadalmi problémákra a megoldást a proletárok kapitalizmust megdöntő forradalmában, majd az ennek sikeréből kibontakozó proletárdiktatúra bevezetésében látta, amely szerinte elvezetheti a társadalmat a kommunizmusba.

#### Városi és vidéki proletariátus
A proletariátus két főbb nagy csoportra osztható: Első csoportjuk a városi proletárok, azaz ipari (kis- és nagyipari) vagy szolgáltató szektorban tevékenykedő munkások és a háztartásbeli cselédek, másik nagy csoportjuk a falusi, vidéki ún. agrárproletárok akik lehetnek béresek, napszámosok, uradalmi cselédek.
Napjainkban a proletár szót néha alacsony társadalmi státuszú vagy a „munkásosztályhoz” tartozó személyekre alkalmazzák.
Ha azt hallom, vagy olvasom, hogy az „egyszerű emberek milliói” így, meg úgy – mindannyiszor visszacsengnek a fülembe annak a másik [szerk: azaz kapitalista] világnak „büdös paraszt” és „buta proli” kiszólásai. Lehet, hogy az illetékesek nem így gondolják, de a fontoskodva kimondott szavaknak megvan a kellemetlen mellékzöngéjük.

#### Lumpenproletariátus
A lumpenproletariátus pejoratív szó, (rövidített alakban „lumpen” vagy „lumpi” ) a társadalom perifériájára került, deklasszálódott, lezüllött, részben tartósan munkanélküli, részben bűnözői életmódot folytató, osztálytudattal nem rendelkező egyénekből álló társadalmi réteget jelent, fontos jellemzője továbbá a megvesztegethetőség, az erkölcsi ingatagság. Engels meghatározta a lumpenproletariátus fogalmát is: „A lumpenproletariátus, ez az összes osztályok lezüllött tagjaiból álló üledék, amely főhadiszállását a nagyvárosokban üti fel valamennyi lehetséges szövetségestárs közül a legrosszabb”.

### A szó új értelmezései a 21.század Magyarországán
A proli (proletár) szó iskolapéldája lehet azoknak a szavaknak, amelyeket tömegek kezdtek el újra használni a rendszerváltás utáni Magyarországon, annak eredeti precíz jelentéstartalmának ismerete nélkül.  A kifejezést zavarosan, sokféle sajátságos, akár tetszőleges értelmezésben, sőt egyesek egyféle szitokszóként használják a nekik (vélt vagy valós) okból nem tetsző személyekre a 21.században.
Fennáll a veszélye annak, hogy Magyarországon a proletár szó egyre inkább homályossá váló sokféleképpen értelmezett és teljesen tetszőlegesen használt jelentései eltávolodnak az idegen nyelvekben és a nemzetközi társadalomtudományos témájú irodalomban egyaránt mai napig eredeti változatlan jelentésében használt proletár kifejezéstől. 
Ezáltal a magyarországi proletár szó jelentése, sokféle újonnan elterjedő sajátos értelmezései teljességgel inkompatibilissé (össze nem illővé) válnak az idegen nyelvekben használt változatlan jelentéstartalmához képest. 
A 21.századi magyar köznyelvben a szó jelentéstartalma így kiüresedhet, ezért használata lassan értelmetlenné válhat a kommunikáció során a tetszőlegesen, sőt szabadon értelmezett sokféle jelentése miatt.
Puzsér Róbert publicista szerint a „proli” kifejezés egy új jelentést kapott a magyarországi rendszerváltozást követően: az igénytelen, ízléstelen, kulturálatlan, de öntudatos és erőszakos ember jelzőjévé vált. Szentesi Zöldi László újságíró szerint a „proli” lételeme a szabályok áthágása. Tamás Gáspár Miklós publicista szerint pedig a „proli” (vö. „büdös proli”, „büdös paraszt”, lásd Derkovits Gyula Dózsa Györgyről készült fametszete) kifejezést abban az értelemben használják, mint ahogyan a fehérterror idején használták.